# Petr Strozzi
Petr Strozzi hrabě ze Schrattenthalu (vyslov strocci, německy Peter Strozzi, Graf zu Schrattenthal, 1626 – 6. června 1664) byl český hrabě, rakouský císařský diplomat a voják italského původu. Založil nadaci pro válečné invalidy a vysloužilce (první svého druhu v českých dějinách), z jejíchž zdrojů byla po jeho smrti postavena pražská Invalidovna a azyl pro invalidy v Hořicích.

## Život
Rodina Strozziů pocházela z italské Florencie, kde patřila k předním patricijským rodům, zastávajícím významné funkce (včetně gonfalonierů). Záznamy o nich lze sledovat až k roku 1397. Do českých zemí přišli Strozziové během třicetileté války, kdy získali, jako mnoho pobělohorských šlechticů, konfiskované statky. Otec Petra Strozziho Jakub (Giacomo), komoří císaře Ferdinanda II. a polní podmaršálek, dostal 25. února 1634 panství Hořice a statek v Třebověticích za zásluhy v boji. Císař se tak rozhodl po smrti předchozího hořického pána, frýdlantského vévody Albrechta z Valdštejna.
Petr, nejstarší syn Jakuba, panství zdědil. Ve službách císaře Ferdinanda III. získal postupně hodnost generála a podmaršálka. Velitelem pěšího pluku byl již ve 30 letech. Stal se císařovým vyslancem u braniborského kurfiřta a velel v boji jako generální polní strážmistr. Později, jako polní podmaršál, byl pověřen diplomatickým jednáním v Paříži. Ve svých 38 letech byl počátkem června 1664 s nepočetnými císařskými jednotkami poslán na pomoc chorvatské armádě Mikuláše Zrinského, bránící pevnost Nový Zrin (na ostrově u soutoku Mury s Drávou) před útokem mohutné turecké armády pod vedením velkovezíra Köprülüa. Během několikadenní obrany se Strozzimu podařilo i s jeho plukem vítězně odrazit jeden z tureckých útoků (byť to byl úspěch pouze dočasný), ovšem 7. června 1664, právě ve chvíli, kdy před svými nastoupenými vojáky konal defilé, dostihla ho zbloudilá kulka. Byl pohřben ve Vídni, v rodinné hrobce v klášteře augustiniánů.
Jeho ženou byla Marie Kateřina, rozená Khevenhüllerová z Frankenbergu, která po smrti muže dohlížela na vykonávání jeho poslední vůle.

## Nadace Petra hraběte Strozziho

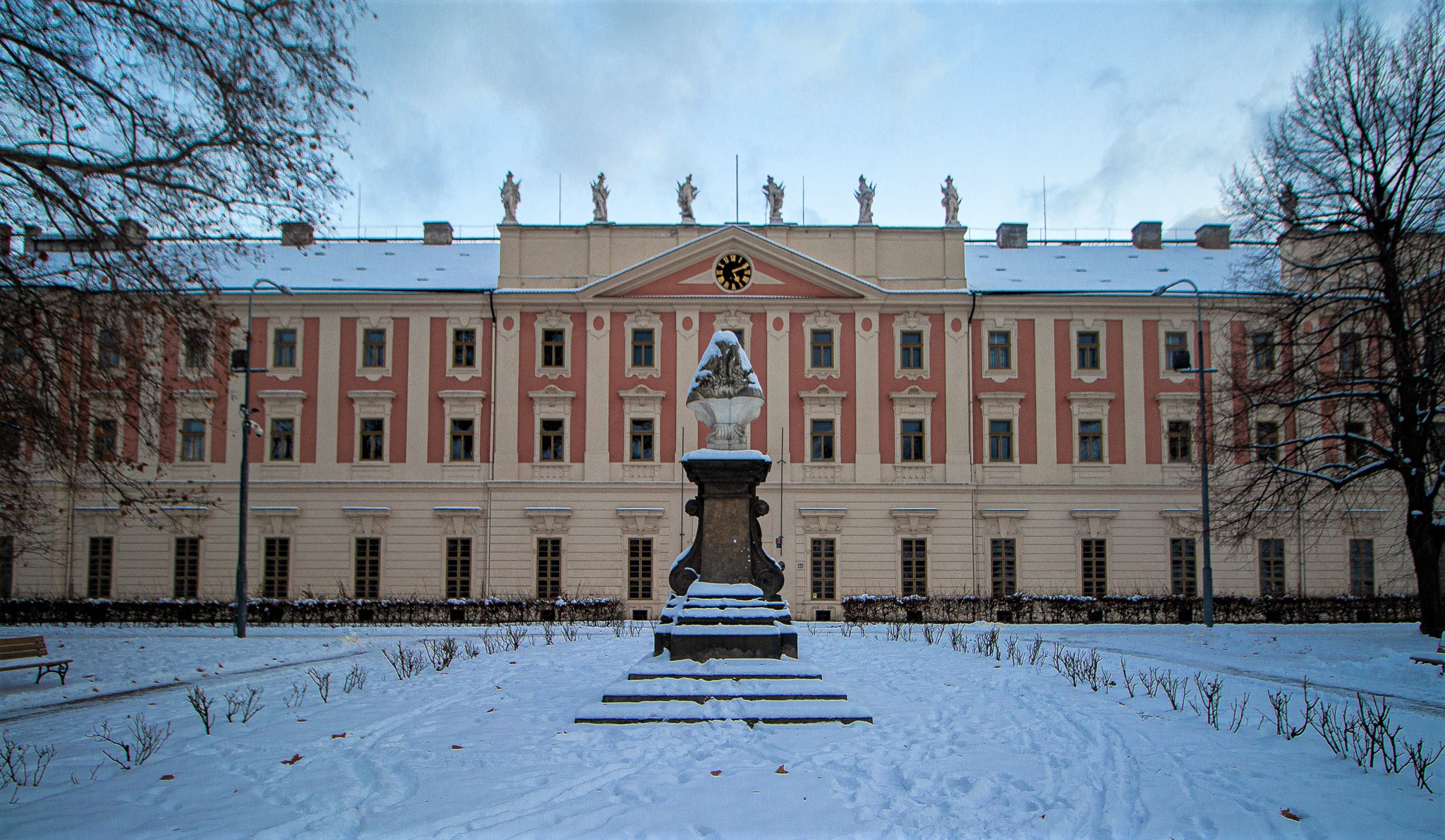
Invalidovna v Karlíně

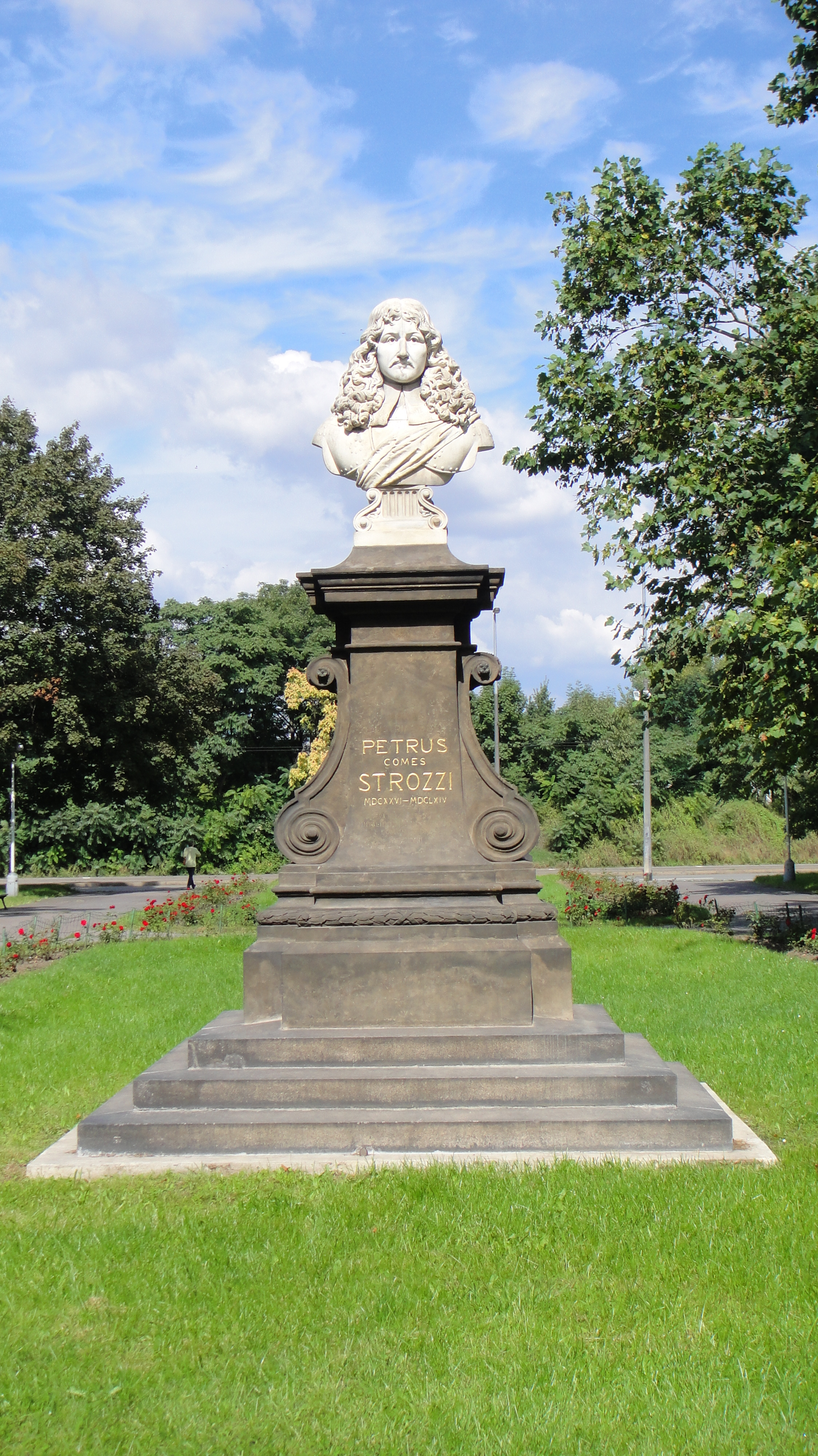
Pomník Petra Strozziho před Invalidovnou od Mořice Černila (1898)

3. srpna 1658, po více než ročním zotavování se z vážného zranění z bitvy u severoitalské Alessandrie, sepsal Strozzi při léčebném pobytu u přítele v Dymokurech svou závěť. V ní vyjádřil lítost nad osudem vojáků, kteří byli jako on zraněni, ale jimž se nedostalo takové péče.
| „ | Poněvadž v tomto pomíjejícím životě není nic jistého, než smrt, leč hodina její jest nejistá… já Petr hrabě Strozzi, pán na Hořicích… ustanovuji, aby zestárlí chudí důstojníci a vojáci, kteří ve službách válečných zneschopněli, z mého majetku a na něm… zaopatřováni byli jídlem, nápoji, šacením a jinými potřebami, aby na tom žili a nuceni nebyli po věrných a dlouholetých službách válečných žebrati nebo docela ve zkázu přijíti. | “ |
| — | |   |

Na základě závěti vznikla Vojenská invalidní nadace Petra hraběte Strozziho. Měl na ni být převeden veškerý majetek hraběte v případě, že by Strozzi neměl dědice. Veškerý majetek, krom menší části k zaopatření vdovy, Marie Kateřiny, byl nadaci převeden o šest let později, po smrti hraběte. Závěť vešla v platnost až o půlstoletí později, po smrti Marie Kateřiny († 1714). Ta však, stejně jako její manžel, odkázala nadaci veškeré své statky.
Za více než šedesát let po smrti Petra hraběte Strozziho byla započata stavba pražské Invalidovny v Karlíně a o dalších 200 let později byl v Hořicích postaven invalidní azyl pro vysloužilé důstojníky a vojáky.
Do roku 1750 spravoval nadaci arcibiskup pražský. Tehdy byla nadace zrušena a její majetek zestátněn (předán do správy státní invalidní komise). V roce 1882 byla nadace obnovena, a to na základě rozhodnutí rakousko-uherského říšského ministerstva války. V roce 1942 říšský protektor nadaci opět zrušil. Její poslední obnovení přišlo jen o tři roky poté, ne však na dlouho - komunistický režim její činnost definitivně ukončil v 50. letech. Majetek nadace (nemovitosti, cenné papíry a volné vklady) v té době činil 21 692 036 Kč.

### Invalidovna v Karlíně
Petr Strozzi ve své závěti zanechal myšlenku na stavbu invalidovny na svých pozemcích v Hořicích. Tento nápad byl zamítnut s tím, že taková budova musí být u Prahy, tedy centra veškerého, i vojenského, dění tehdejšího státu. A tak Karel VI. rozhodl, že budou z nadace hraběte Strozziho zakoupeny pozemky poblíž Prahy. Na Špitálském poli (dnešní Karlín) byly vybrány pozemky za 35 000 zlatých; v srpnu 1732 sám císař položil základní kámen. Ovšem již v roce 1737 se ukázalo, že na ambiciózní stavbu navrženou Kiliánem Ignácem Dientzenhoferem prostředky nadace nestačí (byla dostavěna pouze 1/9 původního plánu). Stavba tedy byla zastavena a upravena tak, aby zastala v menším měřítku funkci celého komplexu. Během 2. poloviny 20. století byly přilehlé pozemky, do té doby určené pro vojenská cvičení, zastavěny kancelářskými budovami a panelovým sídlištěm. Od konce 30. let do roku 2014 tu sídlil Vojenský ústřední archiv, než byl přestěhován do Ruzyně; zároveň s ním tu až do velké povodně 2002 část prostor zabíraly sbírky NTM. Roku 2016 se stát rozhodl vyklizenou, jen částečně zrekonstruovanou budovu prodat. Poté, co se nepřihlásil žádný zájemce, projevil o budovu zájem Národní památkový ústav, který jedná s Úřadem pro zastupování státu ve věcech majetkových o převedení budovy pod svojí správu a plánuje obnovu areálu.
V roce 1896 byla podle Invalidovny pojmenována tramvajová zastávka a při pozdější výstavbě trasy B pražského metra byla stejně pojmenována i nedaleká stanice (1990).

### Invalidní azyl vHořicích
Základní kámen azylu pro vysloužilé vojáky byl na pozemcích Petra hraběte Strozziho položen 22. června 1930 tehdejším ministrem národní obrany Karlem Viškovským. 22. června 1935 byla invalidovna slavnostně otevřena a téhož roku sem byli přestěhováni vojenští vysloužilci z pražské Invalidovny. Po druhé světové válce ubytoval hořický azyl novou vlnu invalidů vedle těch z první světové války.
Invalidovna sloužila až do roku 1965, kdy ji převzal Okresní ústav sociálních služeb (resp. Státní úřad sociálního zabezpečení). Vznikl zde Ústav sociální péče pro tělesně postižené v Hořicích v Podkrkonoší, který slouží dodnes.